# Osaka Tough Guys
 (mai 2025).
Si vous disposez d'ouvrages ou d'articles de référence ou si vous connaissez des sites web de qualité traitant du thème abordé ici, merci de compléter l'article en donnant les références utiles à sa vérifiabilité et en les liant à la section « Notes et références ».
Pour plus de détails, voir Fiche technique et Distribution.
Osaka Tough Guys (なにわ遊侠伝, Naniwa Yūkyōden) est un film japonais réalisé par Takashi Miike et sorti en 1995.

## Synopsis
Deux jeunes lycéens entrent en contact avec un yakuza.

## Fiche technique
- Titre : Osaka Tough Guys
- Titre original : なにわ遊侠伝, Naniwa Yūkyōden
- Réalisation : Takashi Miike
- Scénario : Tetsuo Inoue d'après un manga de Dokuman
- Photographie : Seihô Maruyama
- Production : Fujio Matsushima
- Pays d'origine : Japon
- Langue : japonais
- Genre : comédie d'action
- Durée : 101 minutes

## Distribution
- Sei Hiraizumi
- Kentarô Nakakura
- Hachirô Oka
- Yoshiyuki Omori
- Gajiro Satoh
- Tadashi Satô
- Shingo Yamashiro
- Rikiya Yasuoka
- Tetsuya Yuuki